# Dietikon
Dietikon é uma comuna da Suíça, no Cantão Zurique, com cerca de 21 822 habitantes. Estende-se por uma área de 9,33 km², de densidade populacional de 2 339 hab/km². Confina com as seguintes comunas: Bergdietikon (AG), Geroldswil, Oetwil an der Limmat, Schlieren, Spreitenbach (AG), Unterengstringen, Urdorf, Weiningen. A língua oficial nesta comuna é o alemão.
A cidade, situada a Oeste da cidade de Zurique, tem metalurgia, indústrias de cimento, têxteis e alimentares. Nas suas proximidades fica o Mosteiro beneditino de Fahr (século XII), com igreja monacal (1743-1746).